# Elland Road
Elland Road je fotbalový stadion ležící v anglickém Leedsu. Svá domácí utkání zde odehrává Leeds United FC, který tento stadion využívá od svého založení v roce 1919.
Je dvanáctým největším fotbalovým stadionem v Anglii a druhým největším mimo Premier League.
Elland Road hostilo v roce 1996 zápasy fotbalového Mistrovství Evropy. V polovině osmdesátých let byl stadion využíván rugby league klubem Hunslet Hawks. V roce 2015 stadion hostil dva zápasy ragbyového Mistrovství světa. Mimo sportovní akce se zde odehrávají také různé hudební koncerty, jmenovitě zde hráli kapely Queen, U2, Happy Mondays nebo Kaiser Chiefs.